# Radio Verdad
Radio Verdad（英語：Radio Truth）は、グアテマラ共和国チキムラに本拠を置く、キリスト教系宗教ラジオ放送局である。日本語に直訳すると「ラジオ真実」となる。

## 概要
周波数 4055kHz、送信出力1kWで放送を行なっている。同局のホームページ上でストリーミング放送が聞ける。
2011年に日本語放送を開始した。日本語のステーションIDによると「受信報告書をお送りください。ペナントとQSLカードをお送りします。こちらはラジオ・ベルダー（ヴァルダッド）…真実のラジオ…」とアナウンスされている。土曜日の20:00-21:20頃(JST)まで不定期に日本語の放送が行われている。

## 放送スケジュール
時間、曜日は全てUTC（JST=UTC+9）。2014年2月1日（JST）現在。
- 03:00 - 04:00：月曜日のみ（英語）
- 05:00 - 06:00：月曜日・水曜日のみ（英語）
- 09:30 - 06:05：日曜日を除く毎日（スペイン語）
- 12:55 - 06:05：日曜日のみ（スペイン語）